# Tatiana Rappoport
Tatiana Rappoport é uma física argentina naturalizada brasileira, nascida em Buenos Aires e residente no Brasil desde os dois anos de idade. Formou-se em Física na Universidade Federal do Rio de Janeiro (UFRJ), onde atualmente é Professora Associada no Instituto de Física. Concluiu seu mestrado e doutorado na Universidade Federal Fluminense (UFF) e realizou dois pós-doutorados: um na University of Notre Dame, nos Estados Unidos, e outro na UFRJ.

## Reconhecimentos
Em 2007, Tatiana Rappoport foi premiada na categoria "Ciências Físicas" pelo L'Oréal-UNESCO para Mulheres na Ciência..